# José María Besteiro
José María Besteiro, nacido en Riotorto en 1963, es un periodista, escritor  y productor gallego.

## Trayectoria
Licenciado en Ciencias de la Comunicación, realizó un master en dirección y producción de radio y televisión en la Universidad de Boston. Tras trabajar como periodista en diferentes medios ( Dunia, El País, El Progreso), se unió al equipo que puso en marcha el canal de televisión de pago Canal+, donde fue jefe de producción y director de musicales entre 1989 y 1994. En 1995, y tras publicar Los Reyes Catódicos en El País,  se fue a trabajar a Estados Unidos, en las divisiones de canales temáticos de Time Warner y Bertelsmann para América Latina.
A su regreso a España en 1998 fue  director general de la División Audiovisual del Grupo Voz, y posteriormente productor independiente de series de televisión con su propia empresa, nacida como Besteiro Servicios Audiovisuales y ahora conocida como Galiwood. Más tarde dirigió sus intereses empresariales hacia la distribución de contenidos vía satélite con los canales Distrivisión, LocalVisión y Municipal Tv, y en 2009 compró una parte importante de las acciones de Dreamhouse Entertainment, propietaria del canal Latele Novela, dedicada a la producción y distribución. de telenovelas en la comunidad latina en Estados Unidos. 
Como distribuidor, José María Besteiro ha importado para España éxitos internacionales como Sin tetas no hay paraíso ( emitida por Tele 5) y Pasión de Gavilanes ( emitida por Antena 3).
Además, ha producido más de mil horas de contenido original para cadenas como Antena 3 (Nada es para siempre), TVE  ( Géminis) y Televisión de Galicia (TVG). Entre sus producciones destacan dos de las series más emblemáticas de la televisión gallega: Mareas Vivas y Libro de Familia.
En el ámbito musical, ha trabajado en videoclips para artistas como Enrique Iglesias y Alejandro Sanz, y en cine fue productor asociado de La lengua de las mariposas, dirigida por José Luis Cuerda. 
Trayectoria literaria
José Besteiro ha colaborado como articulista en medios como ABC y El País. En este último publicó Los Reyes Catódicos, una serie de columnas que posteriormente fueron recopiladas en forma de libro. Juan Cueto escribió en su prólogo que "el gran truco  de Besteiro consiste en mezclar con envidiable y reconocible humor esa innata mirada pop de su generación con el mejor estilo literario de nuestra muy apocalíptica, severa y célebre generación de columnistas críticos".
Su obra incluye títulos como Un hombre que se parecía a Cunqueiro, una biografía ensayada  del célebre autor gallego Álvaro Cunqueiro, que ha sido calificada  como “una joya rara, una pequeña maravilla” por Jaime Bayly y también elogiada por Luis Ventoso, quien dijo que "este libro será un clásico, como el de Barnes sobre Flaubert". 
Su último libro Francisco Umbral, manual de instrucciones, es un ensayo sobre el controvertido y brillante escritor Francisco Umbral. José F. Peláez afirmó en la contraportada del diario español ABC que " si para los umbralianos la obra de Paco es el Nuevo Testamento, la de Besteiro son los Hechos de los Apóstoles".

## Reconocimientos
Tras vivir en Boston, Caracas, A Coruña y Miami, ahora reside en Madrid. 
A lo largo de su carrera, José María Besteiro ha recibido varios premios, entre ellos:
•	TP de Oro por sus programas musicales en Canal+.
•	Premio Galicia Comunicación 2005 por su contribución al audiovisual gallego.
•	Premio de la Academia de la Televisión al mejor programa autonómico. 

## Series producidas
- Mareas vivas
- Nada es para siempre
- Géminis
- Libro de Familia
- Pazo de Familia
- Lobos y Corderos

## Obra
- Los reyes catódicos (1997)
- Un hombre que se parecía a Cunqueiro (2021)
- Francisco Umbral, Manual de instrucciones (2024)